# Stemmario Trivulziano

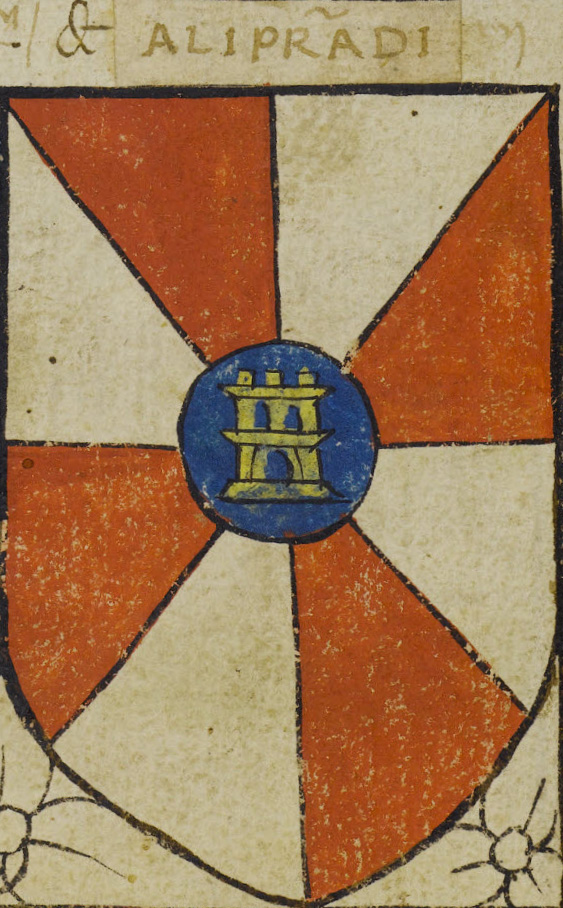
Stemma della famiglia Aliprandi tratto dallo Stemmario Trivulziano

Lo Stemmario Trivulziano è uno stemmario, ovvero una raccolta di stemmi di antiche famiglie nobiliari, del Ducato di Milano. Esso è ad oggi considerato il più antico stemmario d'Italia e rappresenta un'opera artistica, letteraria ed araldica tra le più importanti del periodo.

## Storia
Il manoscritto originale, commissionato dalla famiglia Trivulzio di Milano al pittore Gian Antonio da Tradate a metà del Quattrocento, è oggi conservato nella Biblioteca Trivulziana del Castello Sforzesco del capoluogo lombardo. 
Esso, con intento celebrativo, riporta innanzitutto lo stemma ducale della famiglia Sforza, da poco assurta al trono ducale grazie al matrimonio tra il condottiero Francesco Sforza e Bianca Maria Visconti, unica figlia del duca Filippo Maria e della sua amante, Agnese del Majno. Segue quindi il lungo elenco di circa duemila stemmi di famiglie e comuni del Ducato di Milano, oltre a stemmi di altre casate legate al ducato per interessi economici, militari o di amicizia come ad esempio quello dei banchieri tedeschi Fugger o quello del potente consigliere ducale Cicco Simonetta, di origini calabresi, o ancora di importanti famiglie di condottieri come i Colonna o gli Orsini di Roma nonché di potenti feudatari come gli Este, i Gonzaga o gli Scaligeri.